# Vzpírání na Letních olympijských hrách 2008 – ženy do 58 kg
Vzpěračky do 58 kg měly svou soutěž na Letních olympijských hrách 2008 naplánovanou na pondělí 11. srpna. V kategorii startovalo 12 závodnic z 11 zemí; všechny soutěž dokončily. Závod suverénně vyhrála Číňanka Čchen Jen-čching, zvítězila v obou dílčích disciplínách. Druhé místo díky úspěšnému závěrečnému pokusu na 129 kilogramech obsadila Ruska Marina Šajnovová. Ze stříbrné pozice tak odsunula Wandi Khámiamovou z Thajska, která na stejné váze neuspěla. Thajská závodnice se ale nakonec dlouho neradovala ani z bronzové medaile, neboť její výkon svým posledním pokusem na 131 kg dorovnala Korejka O Džong-ä a díky nižší tělesné hmotnosti skončila v celkovém hodnocení před ní.
Khámiová se medaile dočkala až v roce 2016 po reanalýze kontrolních vzorků a diskvalifikaci Rusky Šajnovové z důvodu porušení antidopingových pravidel.

## Program
Pozn.: Pekingského času (UTC+8)
| Datum                   | Čas         | Skupina |
| ----------------------- | ----------- | ------- |
| Pondělí, 11. srpna 2008 | 15:30–17:30 | A       |

## Přehled rekordů
Pozn.: Platné před začátkem soutěže
| Druh rekordu              | Disciplína | Držitelka           | Výkon  |
| ------------------------- | ---------- | ------------------- | ------ |
| Světové rekordy           | Trh        | Čchen Jen-čching    | 111 kg |
| Světové rekordy           | Nadhoz     | Čchiou Chung-mej    | 141 kg |
| Světové rekordy           | Dvojboj    | Čchen Jen-čching    | 251 kg |
| Olympijské rekordy        | Trh        | Čchen Jen-čching    | 107 kg |
| Olympijské rekordy        | Nadhoz     | Olympijský standard | 130 kg |
| Olympijské rekordy        | Dvojboj    | Čchen Jen-čching    | 237 kg |
| Světové juniorské rekordy | Trh        | Wang Li             | 110 kg |
| Světové juniorské rekordy | Nadhoz     | Ku Wej              | 139 kg |
| Světové juniorské rekordy | Dvojboj    | Ku Wej              | 241 kg |

## Výsledky
| Poř.                        | Závodnice             | Stát                | Těl. hm. [kg] |       | Trh [kg] | Trh [kg] | Trh [kg] |       | Nadhoz [kg] | Nadhoz [kg] | Nadhoz [kg] |  | Výsledek [kg] |
| --------------------------- | --------------------- | ------------------- | ------------- | ----- | -------- | -------- | -------- | ----- | ----------- | ----------- | ----------- |  | ------------- |
| Poř.                        | Závodnice             | Stát                | Těl. hm. [kg] | 1. p. | 2. p.    | 3. p.    | 1. p.    | 2. p. | 3. p.       |             |             |  | Výsledek [kg] |
| Zlatá olympijská medaile    | Čchen Jen-čching      | Čína                | 57,66         |       | 100      | 103      | 106      |       | 130         | 132         | 138         |  | 244           |
|                             | Marina Šajnovová      | Rusko               | 57,93         |       | 95       | 98       | 98       |       | 125         | 128         | 129         |  | 227           |
| Stříbrná olympijská medaile | O Džong-ä [zápis?]    | Severní Korea       | 57,15         |       | 95       | 98       | 98       |       | 125         | 131         | 131         |  | 226           |
| Bronzová olympijská medaile | Wandi Khámiamová      | Thajsko             | 57,25         |       | 95       | 98       | 100      |       | 125         | 128         | 129         |  | 226           |
| 4.                          | Alexandra Escobarová  | Ekvádor             | 57,82         |       | 96       | 96       | 99       |       | 120         | 124         | 127         |  | 223           |
| 5.                          | Romela Begajová       | Albánie             | 57,56         |       | 95       | 98       | 100      |       | 110         | 115         | 118         |  | 216           |
| 6.                          | Aleksandra Klejnowská | Polsko              | 57,66         |       | 92       | 92       | 95       |       | 120         | 125         | 126         |  | 215           |
| 7.                          | Roxana Cocoşová       | Rumunsko            | 57,88         |       | 82       | 86       | 89       |       | 111         | 115         | 115         |  | 204           |
| 8.                          | Geralee Vegaová       | Portoriko           | 57,51         |       | 90       | 90       | 90       |       | 112         | 115         | 116         |  | 202           |
| 9                           | Marieta Gotfrydová    | Polsko              | 57,70         |       | 90       | 95       | 95       |       | 105         | 110         | 113         |  | 200           |
| 10.                         | Hidilyn Diazová       | Filipíny            | 56,28         |       | 80       | 85       | 90       |       | 102         | 102         | 107         |  | 192           |
| 11.                         | Wendy Haleová         | Šalomounovy ostrovy | 57,15         |       | 74       | 78       | 82       |       | 95          | 100         | 100         |  | 173           |

## Nově stanovené rekordy
| Druh rekordu       | Disciplína | Držitelka        | Výkon  |
| ------------------ | ---------- | ---------------- | ------ |
| Olympijské rekordy | Nadhoz     | Čchen Jen-čching | 138 kg |
| Olympijské rekordy | Dvojboj    | Čchen Jen-čching | 244 kg |